# Diapason (film)
Diapason è un film del 2001 diretto da Antonio Domenici e distribuito da Minerva Pictures. È l'undicesima opera cinematografica ad essere prodotta in accordo con le regole del Dogma 95 e prima ad essere prodotta e girata in Italia (l'altra fu Così per caso). Ha vinto il MUFF, Melbourne Underground Film Festival, nel 2001 come migliore film straniero.

## Produzione
Le riprese si svolsero a Roma.

## Critica
Per Carolina Parisi di Off-screen, "Il solo pregio di Diapason è di aver trovato l'escamotage, anche se bieco, per farsi vedere: un certificato che in questo caso, gli garantirà pubblico in sala e visibilità nonostante il valore pari a zero, del film in sé". Per Fabrizio Marchetti di Film.it, si tratta di "Un film ambiguo nei contenuti, nello stile, nella definitiva realizzazione complessiva. Si spaccia per il primo Dogma italiano, pur non essendolo di fatto. Interessante per il suo cosmopolitismo. Apparentemente audace ed originale, sostanzialmente ridondante ed incoerente". Per Valeria Chiari di FilmUp, "Non c'è alcuna verità e in nessun momento. Imperdonabile è soprattutto cercare di rendere profondi o veri i personaggi mettendo loro in bocca solo esclamazioni in gergo e filosofia spicciola fatta di luoghi comuni. Per Martina Mungai di Kinematrix, "il film non va oltre la mancanza di spessore di luoghi comuni su Fellini e citazioni di Pulp Fiction, e la "ricerca" si ferma alle parole di un ragazzo di colore che ripete di voler cambiar vita, cosa che, prevedibilmente, non gli riesce. Ricco di stereotipi e venato di un decadentismo compiaciuto, non manca nemmeno la metafora sulla cecità del produttore ricco e corrotto".